# هیده‌کی تاساکا
هیده‌کی تاساکا (انگلیسی: Hideki Tasaka؛ زادهٔ ۱۵ مارس ۱۹۷۵) صداپیشگی در ژاپن اهل ژاپن است.